# Alain Maca
Alain Maca (Bruxelles, 10 febbraio 1950) è un ex calciatore belga naturalizzato statunitense, di ruolo difensore.

## Carriera

### Club
Nativo del Belgio e figlio dell'ex-nazionale statunitense Joe Maca, si forma calcisticamente nei Brockport Golden Eagles, rappresentativa del college di Brockport della State University of New York, di cui nel 2000 entrò nel famedio sportivo dell'istituto. Durante il secondo anno di college viene notato da Salvatore De Rosa, allenatore dei Rochester Lancers, che lo avrebbe voluto ingaggiare per la sua squadra: Maca dovette rinunciare all'ingaggio per volere del padre, preoccupato dalle scarse prospettive del calcio statunitense e che il ragazzo non finisse gli studi.
Nella stagione 1972 passa ai Miami Gatos, nuova franchigia della NASL guidata da De Rosa, primo giocatore a essere ingaggiato tramite draft scelto da una squadra professionistica statunitense. Con i Gatos ottiene solo il quarto e ultimo posto nella Southern Division, non riuscendo così ad accedere alla fase finale del torneo.
Nella stagione 1973 passa ai Baltimore Bays, squadra dell'ASL. Con i Bays, dopo aver vinto il girone Mid-Atlantic, raggiunse le semifinali del torneo.
Nella stagione 1974 torna a giocare in NASL, con la neonata franchigia dei Washington Diplomats: la prima stagione dei Diplomats si concluse al quarto e ultimo posto della Eastern Division. Dopo un terzo posto in Eastern Division nel campionato 1975, nella stagione 1976 Maca con i suoi Diplomats raggiunse i turni spareggio, venendo eliminato dai N.Y. Cosmos.
Nel 1977 torna nella ASL, in forza ai New York Apollo, con cui vinse l'American Soccer League 1978.
Contemporaneamente ai suoi impegni con i Diplomats Maca ha giocato anche nel N.Y. Inter-Giuliana, squadra della German-American Soccer League.
Durante le pause stagionali della NASL, Maca iniziò a lavorare per la KLM, divenendo negli anni direttore operativo e presidente del Terminal 4 dell'aeroporto Internazionale John F. Kennedy. Per la KLM organizzò e gestì la rappresentativa calcistica della società, coinvolgendo anche calciatori di livello come Werner Roth, Terry Garbett e Jorge Siega.

### Nazionale
Naturalizzato statunitense, ha giocato tra il 1973 ed il 1975 cinque incontri amichevoli con la nazionale a stelle e strisce.

## Statistiche

### Cronologia presenze e reti in Nazionale
| Cronologia completa delle presenze e delle reti in nazionale ― Stati Uniti | Cronologia completa delle presenze e delle reti in nazionale ― Stati Uniti | Cronologia completa delle presenze e delle reti in nazionale ― Stati Uniti | Cronologia completa delle presenze e delle reti in nazionale ― Stati Uniti | Cronologia completa delle presenze e delle reti in nazionale ― Stati Uniti | Cronologia completa delle presenze e delle reti in nazionale ― Stati Uniti | Cronologia completa delle presenze e delle reti in nazionale ― Stati Uniti | Cronologia completa delle presenze e delle reti in nazionale ― Stati Uniti |
| Data                                                                       | Città                                                                      | In casa                                                                    | Risultato                                                                  | Ospiti                                                                     | Competizione                                                               | Reti                                                                       | Note                                                                       |
| -------------------------------------------------------------------------- | -------------------------------------------------------------------------- | -------------------------------------------------------------------------- | -------------------------------------------------------------------------- | -------------------------------------------------------------------------- | -------------------------------------------------------------------------- | -------------------------------------------------------------------------- | -------------------------------------------------------------------------- |
| 9-9-1973                                                                   | Hartford                                                                   | Stati Uniti                                                                | 1 – 0                                                                      | Bermuda                                                                    | Amichevole                                                                 | -                                                                          |                                                                            |
| 16-10-1973                                                                 | Città del Messico                                                          | Messico                                                                    | 2 – 0                                                                      | Stati Uniti                                                                | Amichevole                                                                 | -                                                                          | 24’                                                                        |
| 24-6-1975                                                                  | Seattle                                                                    | Stati Uniti                                                                | 0 – 4                                                                      | Polonia                                                                    | Amichevole                                                                 | -                                                                          |                                                                            |
| 21-8-1975                                                                  | Città del Messico                                                          | Stati Uniti                                                                | 0 – 6                                                                      | Argentina                                                                  | Amichevole                                                                 | -                                                                          |                                                                            |
| 24-8-1975                                                                  | Città del Messico                                                          | Messico                                                                    | 2 – 0                                                                      | Stati Uniti                                                                | Amichevole                                                                 | -                                                                          |                                                                            |
| Totale                                                                     |                                                                            | Presenze                                                                   | 5                                                                          |                                                                            | Reti                                                                       | 0                                                                          |                                                                            |

## Palmarès

### Competizioni nazionali
- American Soccer League: 1

New York Apollo: 1978